# 世界水監測日
世界水監測日（簡稱WWMD，即World Water Monitoring Day）是水環境聯盟（WEF）及國際水協會（IWA）發起的一個項目，是一個全球教育外展計劃，其宗旨是讓市民對當地水體進行基本的監察，以建立公眾對保護水資源的關注及參與。
一套簡單的測試工具使任何人─不管大人或小孩─可在當地水體樣本讀出一套水質參數，如水溫、酸鹼度（pH值）、清澈度（濁度）及溶解氧（DO），測試結果會透過WWMD網站與世界各有份地參與的社區分享。
世界水監測日原定在每年10月18日舉行，但為顧及世界上部份參與地區在那天氣溫已降到冰點，該組織於2007年將舉行日提前一個月為9月18日。由2009年起，參與地區可在3月22日（世界水日）至12月31日的任何一天進行測試。
世界水監測日的協辦者－水環境聯盟及國際水協會－計劃在到2012年時參與人數達100萬人及遍及100個國家。